# Furkan Ars
Furkan Ars (* 5. Januar 1994) ist ein deutscher Futsal- und Fußballspieler türkischer Abstammung.

## Werdegang
Furkan Ars spielt Futsal für den MCH Futsal Club Sennestadt aus Bielefeld. Mit den Sennestädtern wurde er in der Saison 2015/16 Vizemeister der erstklassigen FLVW-Futsal-Liga. Damit qualifizierte sich seine Mannschaft für die deutsche Meisterschaft, bei sich die Mannschaft zunächst mit 5:4 gegen den VfL 05 Hohenstein-Ernstthal durchsetzte, dann aber im Halbfinale mit 2:5 an den Hamburg Panthers scheiterte. Eine Einladung zu einem Sichtungstraining der deutschen Futsalnationalmannschaft im Herbst 2016 musste Ars auf Intervention seines Fußballvereins jedoch absagen.
Im Fußball wechselte Ars im Sommer 2013 vom VfR Wellensiek zum Bezirksligisten TuS Jöllenbeck. Ein Jahr später ging Ars zu der zweiten Mannschaft von Arminia Bielefeld in die Oberliga Westfalen, wo ihm in 18 Spielen ein Tor gelang. In der Winterpause der Saison 2015/16 folgte der Wechsel zum Westfalenligisten VfB Fichte Bielefeld, mit dem Ars am Saisonende in die Landesliga abstieg. Ein Jahr später gelang ihm mit Fichte der Wiederaufstieg. Im Sommer 2019 wechselte Ars zum Westfalenligisten SC Roland Beckum, ehe Ars sich ein Jahr später dem Bezirksligisten SC Hicret Bielefeld anschloss.